# Batalla de Hisias (669 a. C.)
La primera batalla de Hisias tuvo lugar entre las fuerzas de Esparta y las de Argos en Hisias, un bastión situado al sudoeste de Argos y al este de Tegea, próximo a la frontera con Esparta.
En esta época, la guerra convencional reunía a los dos ejércitos enemigos en campo abierto, pero en este caso los argivos eligieron la ciudad de Hisias por razones desconocidas. Su ejército estaba equipado con los aspis, escudos pesados de madera, lo que les daba ventaja sobre el ejército espartano. El resultado fue que la protofalange espartana resultó derrotada.